# Guangzhou Football Club
Pour les articles homonymes, voir Evergrande (homonymie).
Maillots
Le Guangzhou Football Club (chinois : 广州恒大足球俱乐部 ; pinyin : Guǎngzhōu Héngdà Zúqiú Jùlèbù), anciennement Guangzhou Evergrande, plus couramment abrégé en Guangzhou FC, était un club chinois de football fondé en 1954 et basé dans la ville de Canton, dans la province du Guangdong.
Le club, qui évoluait lors de sa dernière saison en Chinese League One (deuxième division), est le seul club chinois à avoir remporté sept titres de champion de D1 consécutifs depuis la professionnalisation du championnat en 1994. En 2013, il devient le premier club chinois à remporter la Ligue des champions de l'AFC depuis le Liaoning FC en 1990.
Le club était connu pour son projet ambitieux de créer une équipe asiatique de premier plan mondial en témoignent son slogan "Be The Best Forever" ou son école de football (la plus grande au monde).
Le club cantonais a notamment accueilli de nombreuses stars dans son effectif. Ces stars sont brésiliennes (Talisca et Paulinho ou encore Alan Carvalho, Ricardo Goulart et Elkeson, naturalisés chinois) ou d'autres pays (comme l'italien Alberto Gilardino ou l'argentino-paraguayen Lucas Barrios). Le club a par ailleurs été entraîné par les italiens Marcello Lippi et Fabio Cannavaro et le brésilien Luiz Felipe Scolari.
Le club était possédé à 56,71 % par la firme immobilière Evergrande Real Estate Group, à 37,81 % par le célèbre groupe de commerce électronique Alibaba et à 5,48 % par d'autres actionnaires.

## Histoire

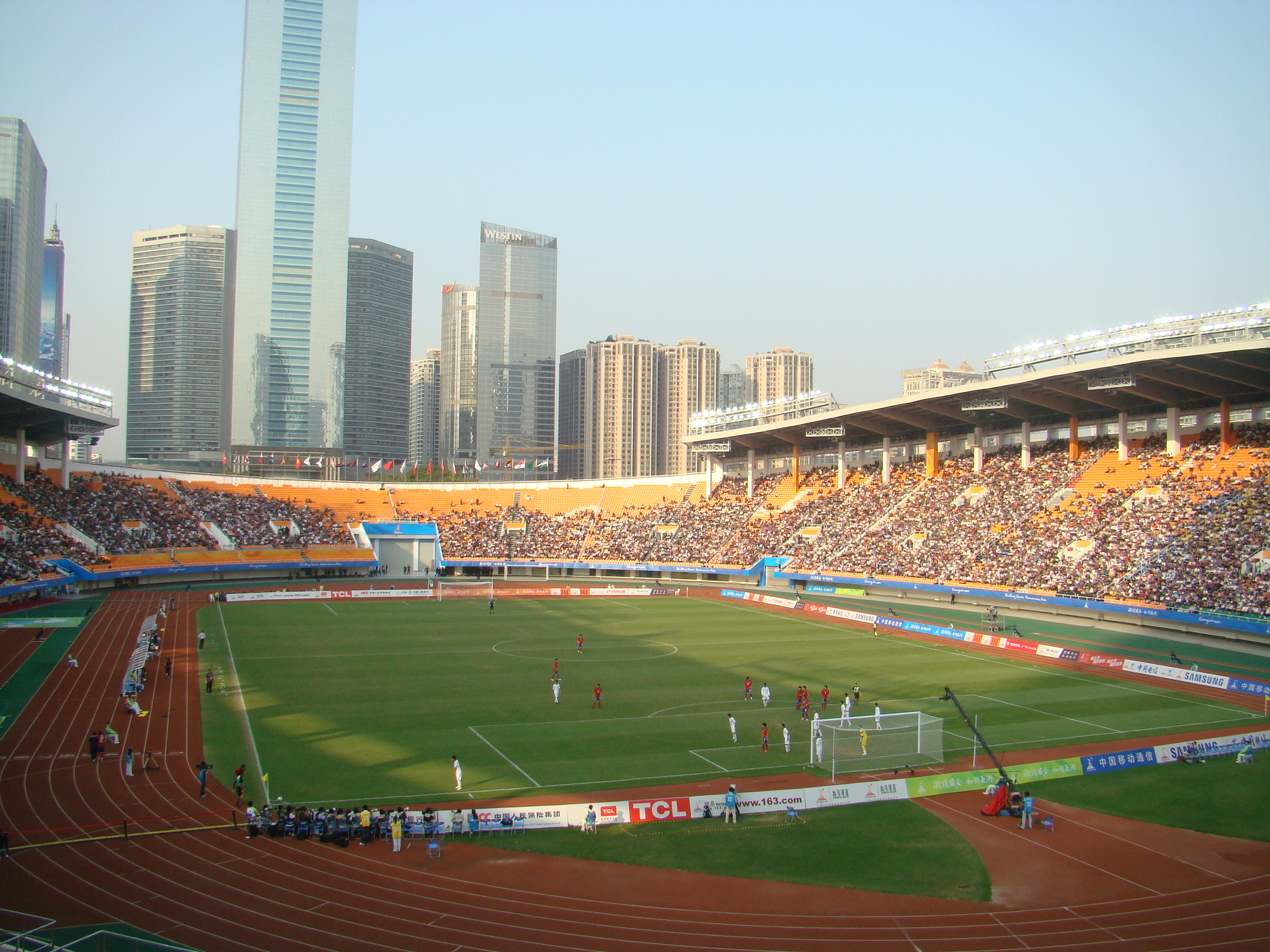
Le stade Tianhe où le club dispute ses rencontres à domicile.

### Débuts tumultueux et résultats en dents de scie (1954-2008)
Fondé en 1954 sous le nom de Central and Southern China Sports Institute Football Team, c'est en 1955 que le club intègre le championnat national. Le club remporte plusieurs titres de deuxième division avant d'obtenir le statut professionnel en 1993. Pour la première saison professionnelle de l'histoire du championnat, le club finit avec une honorable deuxième place (à l'époque sous le nom de Guangzhou Apollo).
Entre sa création et 2010, l'équipe effectue de nombreux allers-retours entre les première et deuxième division, dus à de multiples réorganisations de la Ligue chinoise et à pas moins de neuf changements de propriétaires.

### Rachat par Evergrande Real Estate Group et règne sur le football chinois (2009-2018)
En 2009, le club, alors nommé Guangzhou GPC Football Club, est impliqué dans un large scandale national de matches truqués et est sanctionné d'une relégation en Chinese League One. L'Evergrande Real Estate Group rachète alors le club et investit des fonds importants dans l'équipe, en recrutant notamment des joueurs internationaux. Le club est alors rebaptisé Guangzhou Evergrande Taobao Football Club et remporte immédiatement le championnat, permettant de remonter en Chinese Super League.
Durant la saison 2011, le Guangzhou Evergrande renforce encore son équipe avec l'achat de l'Argentin Dario Conca et du Brésilien Cléo. Malgré son statut de promu, le club décroche le titre de champion en septembre 2011, quatre journées avant la fin du championnat.
En mars 2012, Guangzhou joue et gagne son premier match de Ligue des champions de l'AFC, contre le champion de Corée du Sud, Jeonbuk Motors (5-1). Durant l'été 2012, Lucas Barrios rejoint le club en provenance du Borussia Dortmund, et Marcello Lippi remplace Lee Jang-Soo comme manager. Guangzhou est éliminé de la Ligue des champions de l'AFC 2012 par Al-Ittihad Djeddah en quarts de finale (5-4). C'est le premier club chinois à atteindre les quarts de finale depuis 2006. Durant la saison 2012, Guangzhou Evergrande remporte le championnat pour la deuxième fois consécutive, devenant la première équipe en Chine à remporter le titre de Super League deux fois de suite. Durant l'intersaison, le club recrute notamment au Botafogo le Brésilien Elkeson pour 6 millions d'euros.
Pendant la saison 2012, le club inaugure la Evergrande Football School. Ce grand complexe a pour but de développer le football chinois. Le centre, réalisé pour les jeunes chinois de 7 à 17 ans, possède notamment 6 000 mètres-carré de terrains de football et de nombreuses installations. Le club possède aussi un contrat avec le Real Madrid, qui a envoyé quelques-uns de ces entraîneurs de jeunes et dont le président de l'époque, Florentino Pérez, était présent lors de l'inauguration. Ce contrat stipule aussi que les plus grandes pépites du centre soient envoyées au Real Madrid, à l'âge de 14 ans.
Le 2 octobre 2013, Guangzhou bat le club japonais de Kashiwa Reysol 4 à 0 lors de la demi-finale retour entre les deux clubs, se qualifiant ainsi pour la finale de la Ligue des champions de l'AFC 2013 avec un cumul de buts de 8 à 1. Le 9 novembre 2013, Guangzhou remporte la finale (match aller à l'extérieur 2-2, match retour à domicile 1-1) de la Ligue des champions de l'AFC 2013 contre le club coréen du FC Séoul et devient ainsi le second club chinois à remporter un titre continental et le premier club chinois à remporter la Ligue des champions de l'AFC après la réorganisation des compétitions asiatiques en 2002. Le club a réussi à remporter la Ligue des champions sans lune de ses stars, Elkeson, qui n'a pas pu jouer, pour que le club ne dépasse le quota de joueurs étrangers dans son effectif. Le 5 octobre 2013, le Guangzhou Evergrande bat son dauphin au classement, le Shandong Luneng (4-2) et s'assure son troisième titre national de suite. Guangzhou, n'ayant perdu qu'un seul match cette saison-là et ayant marqué 20 buts lors des 5 dernières rencontres, est sacré quatre journées avant la fin du championnat. Le 17 décembre 2013, le club perd 3 à 0 face au Bayern Munich en demi-finale de la Coupe du monde des clubs.
En novembre 2014, Fabio Cannavaro remplace Marcello Lippi au poste d’entraîneur, mais celui-ci conserve néanmoins des responsabilités sportives au sein du club cantonais. Le club gagne pour la quatrième fois d'affilée le championnat national. C'est durant cette même année que le Alibaba Group entre dans le capital du club, dotant ainsi le club d'une plus grande puissance financière.
Le 16 janvier 2015, le club annonce la signature du Brésilien Alan pour 11 millions d'euros en provenance du Red Bull Salzbourg. Le 2 juin 2015, Luiz Felipe Scolari remplace Fabio Cannavaro sur le banc du club. Le 29 juin 2015, le milieu international brésilien Paulinho signe pour 14 millions d'euros. Le 23 juillet 2015, le club affronte une nouvelle fois le Bayern Munich en match amical (victoire aux tirs au but 5-4). Le club remporte le Championnat de Chine 2015 et remporte la finale de la Ligue des champions asiatique face au Al-Ahli Dubaï. Ricardo Goulart finit meilleur buteur de la compétition avec huit buts. Le Guangzhou Evergrande atteint ensuite les demi-finales de la Coupe du monde des clubs, qu'ils perdront sur le score de 3-0 face au FC Barcelone.
En 2016, le club signe le joueur le plus cher de l'histoire du football chinois (à l'époque), Jackson Martínez, pour 42 millions d'euros. Même si ce dernier ne jouera que dix matchs avec Guangzhou, pour cause de blessure, le club réalise ainsi le doublé coupe-championnat.
En 2017, le président du club annonce l'objectif de ne plus compter aucun joueur chinois dans son effectif (cet objectif ne sera finalement pas atteint). Le club reste 1er du championnat de la septième à la dernière journée, remportant le championnat deux journées avant sa fin. En fin de saison, le club fait revenir l'entraîneur italien Fabio Cannavaro.
La saison 2018 est, elle, un échec. Celle-ci avait bien commencé avec la signature du Serbe Nemanja Gudelj pour 4,5 millions d'euros et le prêt du Brésilien qui a notamment joué au Benfica et au Beşiktaş, Anderson Talisca. Cependant, pour la première fois depuis 2009, le club ne remporte aucun trophée, finissant deuxième du championnat (derrière le Shanghai SIPG Football Club) et ne finissant même pas finaliste de la coupe (remportée par le Beijing Sinobo Guoan Football Club).

### Renouvellement, crise financière et relégation (2019-2022)
Tenant absolument à se relancer, le club réalisera deux coups en 2019, en activant l'option d'achat de Talisca pour 25 millions d'euros (transfert de 19,2 millions d'euros + bonus) et en achetant le chinois Elkeson (en cours de saison) pour 6 millions d'euros au Shanghai SIPG, trois ans après que ce dernier ait quitté le club. Le club remportera ainsi le championnat notamment grâce à une victoire face au dauphin et tenant du titre (le Shanghai SIPG de Hulk, Arnautovic et Oscar), le 23 novembre 2019 (2-0, doublé de Talisca).
En 2020, le club signe gratuitement le sino-brésilien Fernandinho. Le 16 avril, alors que le monde (et la Chine particulièrement) est touché par la pandémie du coronavirus, le club entame la construction de son nouveau stade, prévu pour 2022, dans le cadre de la promotion du football chinois afin d'organiser une Coupe du monde. Ce joyau technologique devait avoir la forme d'une fleur de lotus, un des symboles de la ville de Guangzhou. Le stade, dont le prix de construction atteint 1,6 milliard d'euros, devait accueillir 100 000 personnes. L'enceinte devait également être l'élément principal d'un grand complexe commercial urbain. À la suite de l’effondrement financier du groupe Evergrande, le projet est abandonné en 2022.
À l'issue de la saison 2022, le club finit avant-dernier du championnat et est relégué en deuxième division.

### La deuxième division
Pour sa première saison dans le deuxième championnat national, Guangzhou termine à la 12e place sur 16 équipes (8 victoires, 6 nuls, 16 défaites). Dans le même temps son président Hui Jiayin est placé sous résidence surveillée par la police chinoise puis au mois de décembre, la justice de Hong Kong lui donne jusqu'au 29 janvier avant de procéder à la liquidation du groupe Evergrande ce qui mettrait l'existence même du club en péril.
En janvier 2025, le Guangzhou FC a été expulsé des ligues professionnelles de football chinois, en raison du non-remboursement d'une partie suffisante de sa dette. En conséquence, le club a annoncé sa dissolution

## Palmarès
| Compétitions nationales | Compétitions internationales                            | |
| --- | ------------------------------------------------------- | --- |

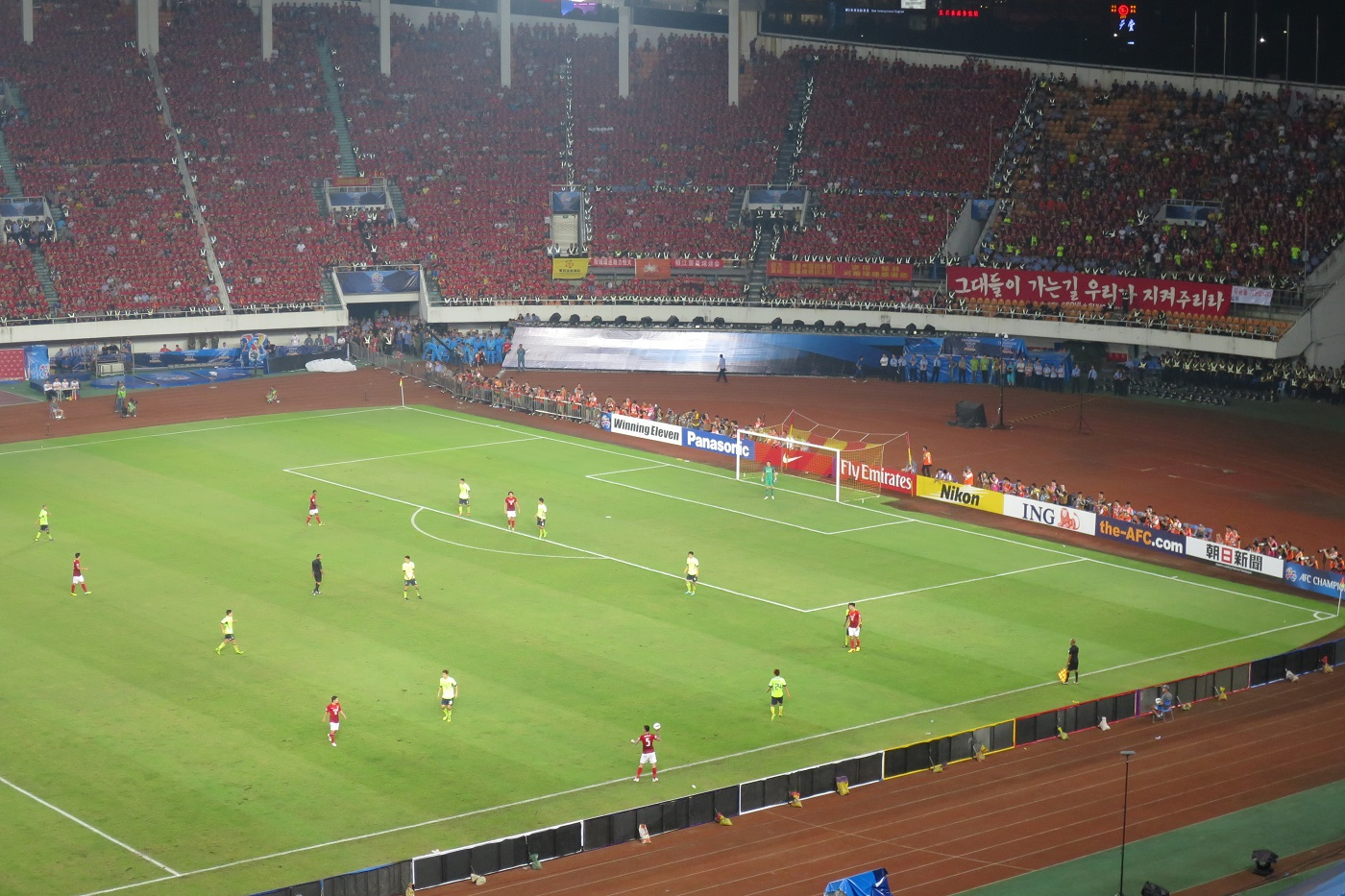
Match retour de la finale de la Ligue des champions de l'AFC 2013.

| \| - Championnat de Chine (8) : - Champion : 2011, 2012, 2013, 2014, 2015, 2016, 2017 et 2019. - Vice-champion : 1992, 1994 et 2020. - Coupe de Chine (2) : - Vainqueur : 2012 et 2016. - Finaliste : 1991. \| \| - Supercoupe de Chine (3) : - Vainqueur : 2012, 2016 et 2017. - Finaliste : 2013, 2014 et 2015. - Championnat de Chine D2 (5) : - Champion : 1956, 1958, 1981, 2007 et 2010. \| | - Ligue des champions (2) : - Vainqueur : 2013 et 2015. | |
| - Championnat de Chine (8) : - Champion : 2011, 2012, 2013, 2014, 2015, 2016, 2017 et 2019. - Vice-champion : 1992, 1994 et 2020. - Coupe de Chine (2) : - Vainqueur : 2012 et 2016. - Finaliste : 1991. |                                                         | - Supercoupe de Chine (3) : - Vainqueur : 2012, 2016 et 2017. - Finaliste : 2013, 2014 et 2015. - Championnat de Chine D2 (5) : - Champion : 1956, 1958, 1981, 2007 et 2010. |

## Personnalités du club

### Présidents
- Gao Han

### Entraîneurs
Le tableau suivant présente la liste des entraîneurs du club depuis 1954.
| Rang | Nom          | Période   |
| ---- | ------------ | --------- |
| 1    | Luo Dizhi    | 1954-1956 |
| 2    | Zeng Peifu   | 1956      |
| 3    | Zheng Deyao  | 1956      |
| 4    | Luo Rongman  | 1956-1961 |
| 5    | ?            | 1962-1963 |
| 6    | Li Wenjun    | 1964      |
| 7    | ?            | 1965      |
| 8    | Lin Xiaocai  | 1966-1976 |
| 9    | Luo Rongman  | 1977      |
| 10   | Feng Meilu   | 1977      |
| 11   | Luo Rongman  | 1978-1982 |
| 12   | Cai Tangyao  | 1983-1984 |
| 13   | Chen Yiming  | 1985      |
| 14   | Qi Wusheng   | 1986-1988 |
| 15   | Xie Zhiguang | 1989      |
| 16   | Chen Yiming  | 1990      |

| Rang | Nom                     | Période               |
| ---- | ----------------------- | --------------------- |
| 1    | Zhou Suian              | 1991-1993             |
| 2    | Zhou Suian              | juil. 1994-juin 1995  |
| 3    | Zhang Jingtian          | juin 1995-déc. 1995   |
| 4    | Xie Zhiguang            | ? 1996-avr. 1996      |
| 5    | Xian Dixiong            | avr. 1996-? 1996      |
| 6    | Chen Yiming             | janv. 1997-août 1997  |
| 7    | Mai Chao                | août 1997-juin 1998   |
| 8    | Chen Xirong             | juin 1998-mai 1999    |
| 9    | Zhao Dayu               | 1999                  |
| 10   | Gildo Rodrigues         | janv. 2000-avr. 2000  |
| 11   | Zhou Suian              | avr. 2000-sept. 2000  |
| 12   | Edson Tavares (intérim) | nov. 2000-déc. 2000   |
| 13   | Liu Kang                | déc. 2000-juil. 2001  |
| 14   | Zhou Suian              | juil. 2001-sept. 2002 |
| 15   | Wu Qunli                | sept. 2002-déc. 2002  |
| 16   | Zhou Suian              | déc. 2002-févr. 2003  |

| Rang | Nom                   | Période              |
| ---- | --------------------- | -------------------- |
| 1    | Mai Chao              | févr. 2003-oct. 2005 |
| 2    | Drago Mamić (intérim) | nov. 2005-févr. 2006 |
| 3    | Qi Wusheng            | févr. 2006-déc. 2006 |
| 4    | Shen Xiangfu          | janv. 2007-nov. 2009 |
| 5    | Peng Weiguo (intérim) | déc. 2009-mars 2010  |
| 6    | Lee Jang-Soo          | mars 2010-mai 2012   |
| 7    | Marcello Lippi        | mai 2012-nov. 2014   |
| 8    | Fabio Cannavaro       | nov. 2014-juin 2015  |
| 9    | Luiz Felipe Scolari   | juin 2015-nov. 2017  |
| 10   | Fabio Cannavaro       | nov. 2017-sep. 2021  |
| 11   | Zheng Zhi (intérim)   | déc. 2021-mai 2022   |
| 12   | Liu Zhiyu             | mai 2022-août 2022   |
| 13   | Zheng Zhi             | août 2022-mars 2023  |
| 14   | Liu Zhiyu             | mars 2023-juin 2023  |
| 15   | Salva Suay            | juin 2023-           |

### Joueurs

#### Joueurs emblématiques
- Lucas Barrios
- Darío Conca
- Cléo
- Muriqui
- Alberto Gilardino
- Alessandro Diamanti
- Ricardo Goulart
- Jackson Martínez
- Paulinho
- Talisca
- Elkeson

## Équipe féminine

### Histoire
En 2019, la Fédération de Chine de football a exigé que chaque club dans la Super ligue chinoise doit établir sa propre équipe de football féminin. Le Guangzhou FC établit donc une équipe féminine, qui va évoluer dans la 3e division du football féminin en Chine, sur les fondations de son équipe des joueuses de moins de 18 ans.

## Identité du club

### Noms du club

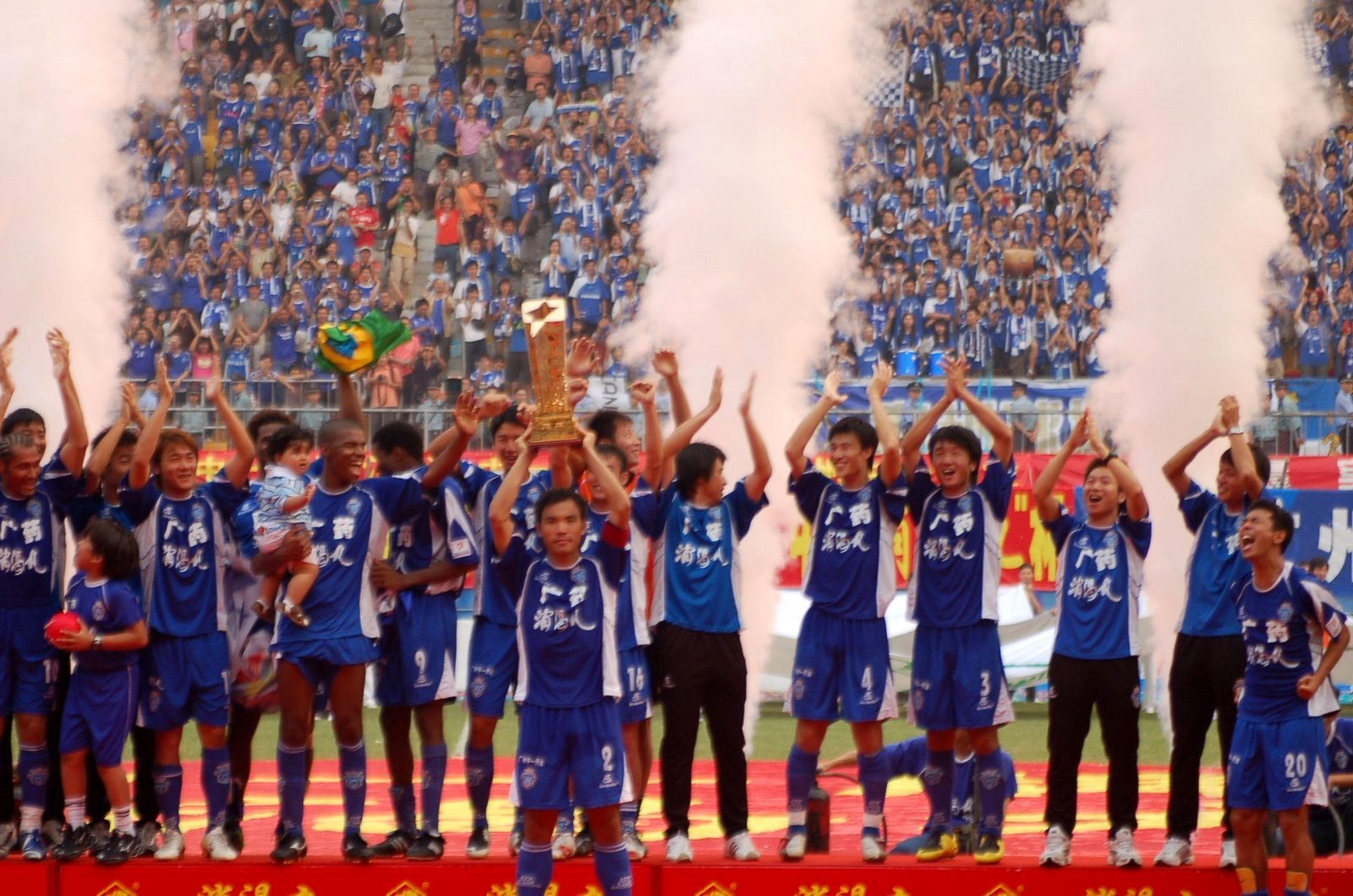
L'équipe fête sa promotion en première division en 2007

- 1954-1956 : Central and Southern China Sports Institute Football Team
- 1956-1957 : Guangzhou Institute of Sports Football Team
- 1958 : Guangzhou Football Team
- 1959-1961 : Guangzhou Vanguard Football Team
- 1962-1966 : Guangzhou Football Team
- 1966-1976 : ?
- 1977-1979 : Guangzhou Youth Football Team
- 1980-1989 : Guangzhou Football Team
- 1989-1993 : Guangzhou FC
- 1993-2000 : Guangzhou Apollo FC
- 2001-2005 : Guangzhou FC
- 2005-2009 : Guangzhou GPC FC
- 2010 : Guangzhou FC
- 2010-2014 : Guangzhou Evergrande Football Club
- 2014-2020 : Guangzhou Evergrande Taobao FC
- 2021- : Guangzhou FC

### Logos du club

Guangzhou Pharmaceutical (2006-2009)
Guangzhou Evergrande (2010-2011)
Guangzhou (2012-)